# Tuputupungahau Island
Tuputupungahau Island ist eine Insel der Inselgruppe Moturoa Islands im Norden der Nordinsel von Neuseeland.

## Geographie
Tuputupungahau Island ist die größte Insel der Inselgruppe und befindet sich rund 1,5 km westsüdwestlich von Cape Karikari, der nördlichsten Spitze der Karikari Peninsusla. Die Insel ist am östlichen Ende der Inselkette zu finden. Mit einer Flächenausdehnung von 15,8 Hektar erhebt sich die Insel 56 m aus dem Meer. Dabei erstreckt sie sich über 755 m in Nordwest-Südost-Richtung und eine maximale Breite von rund 525 m in Nordnordwest-Südsüdost-Richtung.